# Bronhokonstrikcija
Bronhokonstrikcija, bronhospazam, bronhospazmodični sindrom - patološko je stanje izazvano oštećenjem prohodnosti bronhija. Povezano je u većini slučajeva sa iznenadnim, reverzibilnim sužavanjem (konstrikcijom) bronhija ili vazdušnih puteva u plućima, usled zatezanja okružujućih glatkih mišića. Bronhospazam prati konsekventno, povećanje izlučivanja sekreta, kašalj, teško disanje, i kratkoća daha. Navedene patološke promene mogu dovesti do značajnog nedostatka kiseonika u plućima i tkivima organizma, i time stvoriti osećaj gušenja.

## Fiziologija
Bronhokonstrikcija se inicira aktivacijom parasimpatetičkog nervnog sistema. Postganglionska parasimpatetička vlakna otpuštaju acetilholin pored Risesenovog mišića, glatkog mušićnog sloja koji okružuje bronhije. Ćelije glatkih mišića imaju M3 tip muskarinskih receptora na njihovoj membrani. Aktivacija tih receptora acetilholinom aktivira intraćelijski Gq protein, koji zatim aktivira PLC put, što se završava povišenjem nivoa intracelularnog kalcijuma, te dolazi do kontrakcije glatkih mišića. Mišićne kontrakcije uzrokuju smanjenje dijametara bronhija, čime se povećava njihov otpor.
Bronhokonstrikcija se definiše kao sužavanje vazdušnih puteva pluča (bronhija i bronhiola). Protok vazduha u vazdušnim putevima mogu da ograniče tri faktora:
- spazmodičko stanje glatkih mišića u bronhijama i bronhiolama
- inflamacija vazdušnih puteva
- eksesivna produkcija sluzi usled alergijske reakcije ili iritacije uzrokovana mehaničkom frikcijom vazduha, prekomernim hlađenjem ili sušenjem vazdušnih puteva.

Bronhokonstrikcija je česta kod ljudi sa respiratornim problemima, kao što je astma, COPD, i cistična fibroza.

## Uzroci
Ovo stanje ima brojne uzroke, najčešći od kojih su emfizem kao i astma. Vežbanje i alergije mogu da proizvodu simptome kod inače asimptomatičnih osoba.

## Spoljašnje veze
- Архивирано на веб-сајту  (19. децембар 2010)

|  | Molimo Vas, obratite pažnju na važno upozorenje u vezi sa temama iz oblasti medicine (zdravlja). |